# Francestown CDP (Nuevo Hampshire)
Francestown es un lugar designado por el censo ubicado en el condado de Hillsborough en el estado estadounidense de Nuevo Hampshire. En el Censo de 2020 tenía una población de 201 habitantes y una densidad poblacional de 82,72 habitantes por km². Fue incluido como CDP en el censo de 2020.

## Geografía
Francestown se encuentra ubicado en las coordenadas 42°59′15″N 71°48′45″O / 42.98750, -71.81250. Según la Oficina del Censo de los Estados Unidos,  tiene una superficie total de 2,43 km², todos corresponden a tierra firme.